# In de ban van de Milt
In de ban van de Milt is een stripverhaal uit de reeks van Suske en Wiske. Het is geschreven door Marc Verhaegen en gepubliceerd in De Standaard en Het Nieuwsblad van 12 maart 2002 tot en met 2 juli 2002. De eerste albumuitgave was op 14 oktober 2002. Het verhaal kreeg volgnummer 276 in de Vierkleurenreeks.
Het verhaal vormt het laatste deel van een trilogie. De eerste twee delen zijn De fleurige Floriade en Heilig Bloed.

## Personages
- Suske, Wiske, tante Sidonia, Lambik, broeder Jerom, Odfella (zuster van de Basiliusorde), Kalasj Nikov, Dra Khoel (gebochelde volgeling van Kalasj Nikov), lokale inwoner, Andrax[1] (Hij Wiens Naam Alles Doet Daveren[2], vader van Danube en Kalasj Nikov), de Drie Lords (waaronder Stoïca), de Gifgroene Draak, Yazira en Siegfried (krokodillen), Danube[3] (moeder van Odfella en zus van Kalasj Nikov), het Varken Dat Soms Het Zwijn Uithangt, Seth als adder[4]

## Locaties
- Roemenië, Transsylvanië, Zevenburgse Alpen, Frankensteen (kasteel van Kalasj Nikov), Arotberg met het kasteel van "Hij Wiens Naam Alles Doet Daveren", de Onderaardse Bron Van Duizend Gevaren, De Trap Waar Geen Einde Aan Lijkt Te Komen, het Kreupelhout Waar Je Niet Zonder Kleerscheuren Door Komt, Het Woud Waarvan De Bomen Wel Eens Een Lordje Lusten

## Het verhaal
Graaf Kalasj Nikov verlengt zijn leven al honderden jaren met de relikwie van de Barbaarse Milt en de plaatselijke bevolking lijdt hieronder. De graaf komt in de gedaante van een vleermuis op zijn kasteel terug en het is duidelijk dat zijn missie naar het Heilig Bloed is mislukt, hij ziet er erg oud uit. Kalasj Nikov gebruikte de Barbaarse Milt en wordt onmiddellijk honderd jaar jonger, maar de milt is bijna opgebruikt en moet opgeladen worden. Kalasj Nikov besluit de drie Lords in te schakelen om de hulp van Hij Wiens Naam Alles Doet Daveren en ze worden door Dra Khoel opgeroepen met de hoorn van de Gifgroene Draak. Jerom is met Odfella naar het de Transsylvaanse Alpen gekomen en Odfella pakt de strijdkleding van de orde meegenomen. Ze vertelt Jerom dat Kalasj Nikov zijn gebochelde hulp de Milt elke maand in een nis onderaan de berg laat plaatsen. De bevolking moet de Milt aanbidden en hierdoor krijgt de relikwie zijn kracht en Odfella wil het vernietigen met de ring van Danube.
Suske, Wiske, Lambik en tante Sidonia zijn ook aangekomen in Roemenië. Lambik, die was verkleind, heeft zijn normale lengte weer teruggekregen dankzij de hulp van professor Barabas. Ze zijn Jerom en Odfella achterna gereisd en Lambik hoort dat de ware naam van “Hij Wiens Naam Alles Doet Daveren” Andrax is. Het hele gebied begint te daveren nu deze naam is uitgesproken. Kalasj Nikov raadpleegt het Alziend Oog van de Gifgroene Draak en ziet Jerom en Odfella het kasteel naderen en houdt ze tegen met zijn toverkracht. Suske en Wiske zien de Drie Lords en horen van de lokale bevolking dat Kalasj Nikov ze naar Arotberg heeft gestuurd om Hij Wiens Naam Alles Doet Daveren te halen. De vrienden kleden zich in lokale kledij en Suske en Wiske gaan vooruit. Jerom en Odfella vinden de Gifgroene Draak. Ze horen dat hij de zus van Kalasj Nikov, Danube, gevangen houdt omdat hij kwaad is dat zijn oog en hoorn gestolen zijn. Odfella legt uit dat Kalasj Nikov zijn vader verstootte, zijn zus was hiertegen. De draak ziet zijn vergissing in en brengt Jerom en Odfella naar Danube als ze zijn hoorn en oog zullen terugbrengen.
Odfella geeft Danube haar ring terug en de vrouw wordt weer jong en sluit haar dochter in haar armen. Jerom hoort dat Hij Wiens Naam Alles Doet Daveren de grootvader is van Odfella en Danube vertelt dat hij in de ban van de Milt (en dus van Kalasj Nikov) is. Kalasj Nikov is 314 jaar oud en Odfella vertelt dat ze 292 jaar oud is en Jerom schrikt van het leeftijdsverschil. Dra Khoel ziet Lambik en Tante Sidonia en hakt de touwbrug waar zij op staan kapot, maar de vrienden worden door krokodillen uit de rivier gehaald en naar Kalasj Nikov gebracht en in het kasteel gevangengenomen. Suske en Wiske ontmoeten een vreemd mannetje en gaan met hem door Het Kreupelhout Waar Je Niet Zonder Kleerscheuren Door Komt richting de Arotsberg. Wiske wordt door een van de drie Lords gevangengenomen, maar Suske kan haar bevrijden. Twee Lords worden door grote bomen opgeslokt. De kinderen gaan verder richting het slot van Hij Wiens Naam Alles Doet Daveren. Ook de derde Lord wordt opgeslokt door een boom in Het Woud Waarvan De Bomen Wel Eens Een Lordje Lusten, maar zijn been bereikt het kasteel. Wiske ontdekt een tekst: “Wrijf drie keer over mijn rug en je maakt mijn vier broers wakker” en als ze over de tekst wrijft komt een enorme hand uit de berg tevoorschijn. Het kasteel van Hij Wiens Naam Alles Doet Daveren wordt door de hand verwoest en de hand verdwijnt in de grond. Het mannetje vertelt dat dit de Hand van Arot was, de Hand die geeft en die neemt, en neemt de kinderen mee op zijn Varken Dat Soms Het Zwijn Uithangt over Het Kreupelhout Waar Je Niet Zonder Kleerscheuren Door Komt. Het mannetje vertelt dat hij degene is wiens naam niet genoemd mag worden. Hij vertrekt richting Frankensteen om de Barbaarse Milt te vernietigen.
Jerom, Odfella en haar moeder komen aan in Frankensteen en de vrouwen gaan naar de toren waar de Barbaarse Milt zich bevindt. Jerom komt in de troonzaal van Kalasj Nikov en vindt tante Sidonia en Lambik. Odfella en Danube vinden de Milt, maar Kalasj Nikov kan voorkomen dat ze hem met de ring vernietigen. De vrouwen krijgen hun ware leeftijd en Kalasj Nikov tovert Jerom om tot een klein ventje. Tante Sidonia en Lambik zien dat Jerom totaal hulpeloos is zoals vroeger, maar dan komen Suske, Wiske en Hij Wiens Naam Alles Doet Daveren de troonzaal binnen. Kalasj Nikov wil dat zijn vader de Barbaarse Milt nieuwe kracht inblaast, maar zijn vader weigert. De mannen vechten als Sint Michaël en de draak en Kalasj Nikov wint van zijn vader. Dan komt de Gifgroene Draak uit de grond tevoorschijn en hij neemt wraak op Kalasj Nikov, die zijn oog en hoorn liet stelen. De draak verslaat Kalasj Nikov en Hij Wiens Naam Alles Doet Daveren vraagt het leven van zijn zoon te sparen. Kalasj Nikov wordt voor straf 312 jaar verjongd, zodat hij door zijn vader heropgevoed kan worden. Lambik en tante Sidonia worden bevrijd en Jerom krijgt zijn normale leeftijd en uiterlijk terug.
De Barbaarse Milt heeft de ring in handen en geeft deze in ruil voor zijn leven, Hij Wiens Naam Alles Doet Daveren stemt toe als de Milt belooft het gebied te zullen verlaten. Odfella en Danube worden weer jeugdig gemaakt en de draak krijgt zijn hoorn en oog terug. Odfella vertelt Jerom dat ze alleen jong blijft als ze in de buurt is van de ring en ze nemen droevig afscheid van elkaar. De adder Seth ziet de Barbaarse Milt en wil die opeten om zijn krachten terug te krijgen, maar Dra Khoel vindt de slang en stopt hem in zijn kookpot.

## Achtergronden bij het verhaal
Het verhaal bevat de volgende verwijzingen:
- de terroristische dreiging met antrax (de echte naam van Hij Wiens Naam Alles Doet Daveren is Andrax).
- The Lord of the Rings, de titel van het album verwijst al naar het beroemde boek van Tolkien (de Nederlandse vertaling is In de ban van de ring) en het gaat ook om een trilogie. Er komen meerdere elementen uit het beroemde boek voor in dit verhaal, zoals het Alziend Oog van de Gifgroene Draak en de ring die de dragers jonger maakt (De Ene Ring), de Drie Lords lijken op de Ringgeesten (Nazgûl) en het bos blijkt te leven (Enten).
- Harry Potter; Hij Wiens Naam Alles Doet Daveren lijkt op Voldemort (Hij Wiens Naam Niet Genoemd Mag Worden).
- de kalasjnikov, in de naam van de graaf
- Frankenstein, het kasteel van graaf Kalasj Nikov heet Frankensteen.
- De naam Dra Khoel verwijst naar Dracula, die ook in Roemenië woonde